# Défense de Harbin
Invasion japonaise de la Mandchourie
Batailles
Invasion japonaise de la Mandchourie
- Mukden
- Jiangqiao
- Pont de la rivière Nen
- Jinzhou
- Harbin
- Pacification du Mandchoukouo
- Rehe
- Grande Muraille
- Mongolie-intérieure (Suiyuan)

La défense de Harbin se déroule dans le cadre de l'invasion japonaise de la Mandchourie lorsque l'armée impériale japonaise attaque la ville début 1932.

## Contexte
Après que le général Ma Zhanshan ait été forcé par les Japonais de se retirer de Tsitsihar durant la campagne de Jiangqiao, il recule vers le nord-ouest avec le restant de ses forces et installe un nouveau quartier-général à Hailun, à partir duquel il tente de continuer à gouverner la province du Heilongjiang. Le colonel Kenji Doihara commence à négocier avec lui dans l'espoir qu'il rejoigne la cause du nouvel État du Mandchoukouo. Ma conserve alors une position ambiguë, continuant de négocier avec les Japonais tout en soutenant le général rebelle Ting Chao.
Ting Chao n'a jamais approuvé l'installation d'un gouvernement fantoche au Jilin par l'armée japonaise du Guandong sous la direction nominale du général Xi Qia. En novembre 1932, avec le colonel Feng Zhanhai, il établit le « gouvernement anti-japonais provincial du Jilin » pour coordonner la résistance militaire. Les autorités civiles et militaires de la province se divisent alors en partisans du « Nouveau Jilin », loyaux au régime de Xi Qia, et partisans de l'« Ancien Jilin », en opposition à celui-ci ; le premier prédominant autour de Harbin et le second prédominant à Harbin même et dans l'arrière-pays au nord et à l'est.
Durant les mois suivant, Ma Zhanshan continue de soutenir Ting Chao, et les deux généraux maintiennent le contact avec Zhang Xueliang et Tchang Kaï-chek, qui leur fournissent très peu d'assistance. Début janvier 1932, afin de forcer Ma Zhanshan à se décider, Doihara demande à Xi Qia d'avancer avec son « armée du nouveau Jilin » pour prendre Harbin, et ensuite d'avancer en direction du quartier-général de Ma à Hailun. Néanmoins, les forces de l'armée d'autodéfense du Jilin, créée par Ting Chao et Li Du, se trouvent entre Xi Qia et Harbin. Ting Chao appelle alors les habitants chinois de Harbin à rejoindre ses garnisons régulières.
Lorsque l'armée de Xi Qia approche de Shuangcheng le 25 janvier, Zhang Xueliang donne l'ordre à Ma Zhanshan et Ting Chao de stopper les négociations, et les combats commencent le 26 au matin. Doihara échoue à intimider les Chinois et son allié Xi Qia subit un sérieux revers face aux troupes de Ting Chao.

## L'incident de Harbin
Afin de justifier une intervention directe de l'armée du Guandong en soutien de Xi Qia, le colonel Doihara organise secrètement une émeute à Harbin durant laquelle un Japonais et trois Coréens sont tués. Bien que la majeure partie des forces japonaises s'était retirée du nord de la Mandchourie après l'opération Jinzhou forces, la 2e division, commandée par Jirō Tamon, était retournée à Mukden pour se reposer.
Après avoir reçu l'ordre de se porter au secours de Xi Qia, la 2e division se met en route le jour même de l'incident du 28 janvier à Shanghai. Les troupes sont ralenties par les difficultés de transport dues au climat glacial. Ce délai donne le temps à Ting Chao de s'emparer de l'administration municipale de Harbin et d'arrêter le gouverneur pro-Japonais du Heilongjiang, Zhang Jinghui.
Arrivée de Tsitsihar, la 4e brigade mixte japonaise se déplace vers l'est. Pendant sept jours, les Japonais marchent sous des températures de −30 °C. Finalement, ils approchent de Harbin par l'ouest et le sud le 4 février.

## Bataille de Harbin
Ting Chao combat pendant 17 heures, tandis que les habitants de Harbin assistent à la bataille du haut de leurs toits. Peut-être dans une tentative d'impliquer la Russie, l'artillerie de Ting Chao se poste devant les bureaux du chemin de fer de l'Est chinois contrôlé par les Soviétiques, mais sans effet. L'armée de Ting Chao, faiblement équipée et composée de volontaires civils mal entraînés, se disperse finalement sous le feu des canons et des bombardements aériens japonais. Ting est forcé de se retirer de Harbin et part au nord-est vers la rivière Songhua, poursuivi par l'aviation japonaise. En quelques heures, l'occupation japonaise de Harbin est achevée.

## Conséquences
Doihara offre à Ma Zhanshan un million de dollars en or pour rejoindre la nouvelle armée impériale du Mandchoukouo. Tandis que Ting Chao est défait, Ma Zhanshan accepte la proposition le 14 février 1932 et reprend son poste de gouverneur du Heilongjiang en échange de sa coopération avec les Japonais.
Le 27 février 1932, Ting Chao met fin officiellement à la résistance chinoise en Manchourie.
Les jours suivants, Henry Puyi, le dernier empereur de empereur de Chine, déposé en 1911, est nommé président provisoire de l'État indépendant du Mandchoukouo par résolution d'une convention mandchoue réunie à Mukden, dont fait partie Ma Zhanshan. Le lendemain, le 1er mars, le gouvernement du Mandchoukouo nomme Ma Zhanshan au poste de ministre de la Guerre, en plus de son poste de gouverneur provincial.